# Polyipnus bruuni
Polyipnus bruuni är en fiskart som beskrevs av Harold, 1994. Polyipnus bruuni ingår i släktet Polyipnus och familjen pärlemorfiskar. Inga underarter finns listade i Catalogue of Life.